# Ulama, el juego de la vida y la muerte
Ulama, el juego de la vida y la muerte, es una película documental mexicana del director Roberto Rochín, fue producida en 1986 y estrenada en cines comerciales el 20 de octubre de 1988. Tuvo otro estreno, más pequeño, en la Cineteca Nacional el 2 de junio de 1987.

## Sinopsis
En Ulama, el juego de la vida y la muerte, se hace un rescate y recreación del juego de la pelota en las culturas prehispánicas de Mesoamérica, se hace uso de una diversa gamas de técnicas audiovisuales como el registro directo o la reconstrucción. El director se encarga de montar una escena en que se muestra la continua lucha entre la vida y la muerte, el Sol y la Luna, representados a través del ritual de Ulamaliztli, o el juego de pelota.

## Recepción
Sobre el documental, el crítico Saul Ramos Navas dijo: "Esta película realizada en 1986 ha tenido gran aceptación entre la gente porque es un soberbio trabajo de investigación en el que se recorren todas las zonas de antes de la conquista española, en donde se cuentan con espacios especiales para la práctica de este deporte. Incluso, en la cinta se manejan las situaciones míticas del deporte, como cuando los humanos jugaron contra la muerte para conservar su existencia, con lo que se demuestra que el juego estaba íntimamente ligado con aspectos religiosos que eran juegos rituales mediante los cuales se trataba de que las fuerzas naturales siguieran el orden cósmico".

## Reconocimientos
Ganadora de los Premios Ariel de 1988 en las categorías:
- Fotografía
- Edición[3]
- Música de fondo[4]
- Mejor largometraje documental o testimonial
- Mejor ópera prima
- Dos Diosas de Plata.[5]